# Liste der südafrikanischen Botschafter in der Demokratischen Republik Kongo
Die Botschaft befindet sich in 77 Avenue Ngongo Lutete Gombe Kinshasa
| Ernennung Akkreditierung | Leiter der Auslandsvertretung       | Bemerkungen | ernannt während der Regierung von | akkreditiert bei der Regierung | Posten verlassen |
| ------------------------ | ----------------------------------- | --- | --------------------------------- | ------------------------------ | ---------------- |
| 20. Okt. 1941            | William George Willoughby Parminter | Generalkonsul, 1936: Gesandtschaftssekretär erster Klasse in Paris | Jan Smuts                         | Hubert Pierlot                 | 31. Dez. 1945    |
| 27. Juli 1946            | Peter Douglas Gerald Gain           | Generalkonsul, (* 1901 in Kapstadt) 12. Mai 1943 Generalkonsul in Antananarivo, besuchte das Stellenbosch Gymnasium; heiratete 1923 K. J. Barnes hatten drei Kinder. Business executive. 1910; resided In the Served as Consul General, Union of South Africa, at Madagascar; Residence: La Raquette, Leopoldville. | Jan Smuts                         | Camille Huysmans               | 27. Jan. 1949    |
| 27. Jan. 1949            | D. C. M. van der Merwe              | geschäftsführender Generalkonsul | Daniel François Malan             | Gaston Eyskens                 | 18. Aug. 1951    |
| 22. Okt. 1951            | Willem Dirkse-van-Schalkwyk         | Generalkonsul, ab 17. Februar 1954: Generalkonsul in Köln 1 Machabäerstr. 75–77 | Daniel François Malan             | Joseph Pholien                 | 4. Feb. 1954     |
| 5. Feb. 1954             | George Matthews Bower               | Generalkonsul | Johannes Gerhardus Strijdom       | Achille Van Acker              | 3. Dez. 1955     |
| 28. März 1956            | Abraham Jozef Van Lille             | Generalkonsul | Johannes Gerhardus Strijdom       | Achille Van Acker              | 24. Aug. 1958    |
| 25. Aug. 1958            | Theodore Hewitson                   | Generalkonsul 5. Nov. 1960 bis 31. Mär. 1967: Botschafter in Rio de Janeiro, 1972–1974: Botschafter in Brüssel | Hendrik Frensch Verwoerd          | Gaston Eyskens                 | 8. Juli 1960     |
| 1960                     | Mission closed                      | | Hendrik Frensch Verwoerd          | Gaston Eyskens                 |                  |
| Sep. 1989                | Hermann Albert Hanekom              | | Frederik Willem de Klerk          | Mobutu Sese Seko               | 1993             |
| 1994                     | Jan van Deventer                    | | Nelson Mandela                    | Mobutu Sese Seko               | 21. März 1997    |
| 1999                     | Sisa Ngombane                       | | Thabo Mbeki                       | Laurent-Désiré Kabila          | 2006             |
| 2007                     | Ntshikiwane Joseph Mashimbye        | | Thabo Mbeki                       | Joseph Kabila                  |                  |

## Konsulat in Elisabethville. (Lubumbashi)
| Exequatur     | Konsul                         | Bemerkungen | ernannt während der Regierung von | Exequatur von der Regierung | Posten verlassen |
| ------------- | ------------------------------ | --- | --------------------------------- | --------------------------- | ---------------- |
| 30. Jan. 1941 | R. Jones                       | Konsul | Jan Smuts                         | Camille Huysmans            | 25. Juni 1942    |
| 21. Jan. 1943 | Johann Kunz Uys                | Konsul | Jan Smuts                         | Gaston Eyskens              | 25. Juni 1945    |
| 30. Jan. 1941 | Harold Langmead Taylor Taswell | | Jan Smuts                         | Joseph Pholien              | 25. Juni 1942    |
| 21. Jan. 1943 | Johann Kunz Uys                | Konsul | Jan Smuts                         | Achille Van Acker           | 29. Nov. 1945    |
| 30. Nov. 1945 | Harold Langmead Taylor Taswell | Konsul | Jan Smuts                         | Achille Van Acker           | 16. Jan. 1950    |
| 17. Jan. 1950 | Abraham Jozef Van Lille        | Konsul O.B.E, 1962 Generalkonsul in Hamburg, South Africa had decided to open a Consulate-General in Wellington. Mr Abraham Jozef Van Lille, at present Consul-General at Hamburg, has been appointed to the post and will in the near future proceed to Wellington to open the new Mission. | Daniel François Malan             | Gaston Eyskens              | 25. Jan. 1954    |
| 27. Jan. 1954 | Alan John Oxley                | Konsul | Johannes Gerhardus Strijdom       | Gaston Eyskens              | 1. März 1957     |
| 2. März 1957  | Paul Richard Lindhorst         | 10\|1970 Botschafter in Athen. | Johannes Gerhardus Strijdom       | Wilfried Martens            | 1. Okt. 1959     |
| 8. Dez. 1959  | Peter Rae Killen               | Konsul | Hendrik Frensch Verwoerd          | Jean-Luc Dehaene            | 11. Juli 1960    |
| 1960          | Mission closed                 | | Hendrik Frensch Verwoerd          | Guy Verhofstadt             |                  |